# Naučná stezka Hájeckými chodníčky
Naučná stezka Hájeckými chodníčky vznikla v roce 1998 a nachází se v okrese Opava a okrese Ostrava-město a je téměř celá vedena Vítkovskou vrchovinou a okrajově v Opavské pahorkatině v Moravskoslezském kraji.
Stezka má jeden okruh, který je značen zeleně, a je celoročně přístupná a je vybavena 6 zastaveními z informačními tabulemi. Stezku vytvořil skautský oddíl z Háje ve Slezsku.

## Trasa naučné stezky
Trasa začíná na nádraží v Háji ve Slezsku, pokračuje Hájem ve Slezsku, kde pak vede jižním směrem (ulice Nádražní) kolem náměstí s fontánou k informačnímu centru. Stezka pak zatáčí přibližně západním směrem (ulice Antonína Vaška), míjí Památník Vladislava Vančury a pak zatáčí jižním směrem (ulice Lesní) až k rozcestníku Pod Padařovem.
Dále pokračuje lesem západně a pak jižně pod dělostřeleckou tvrzi Smolkov (pod vrcholem Padařov), kde je možné v případě zájmu odbočit a obhlédnout předválečné Československé opevnění. Stezka se pak stáčí východně, u rybníka překračuje potok Hrabyňka a pokračuje po silnici směrem k Háji ve Slezsku (ulice Hrabyňská).
Následně se stezka ostře točí k jihu a pak k východu a opět k jihu a lesní cestou vede ke kopci Ostrá hůrka (315 m n. m.), kde lze zhlédnout Památník odboje Slezského lidu.
Stezka pak pokračuje víceméně jihozápadním směrem k rozcestníku Ostrá hůrka a pokračuje víceméně k jihu až do údolí potoka Kremlice a jihovýchodním směrem vede Údolím Čertova mlýna kolem bývalého mlýna (dnes restaurace a penzionu) Čertův mlýn, kde je také rozcestník.
Stezka pak pokračuje přibližně západním směrem k cestě z Velké Polomi do Háje ve Slezsku, kde se stáčí severním směrem a po této cestě pokračuje. Pak odbočuje k východu a severovýchodu na kopec Těškovice (363 m n. m.), kde lze zhlédnout památník Slezského skautingu (mohyla z donesených kamenů).
Stezka pak vede kolem bývalého lomu Hlubečkova skála převážně severozápadním směrem do Chabičova (ulice Na Horách a Velká Strana), kde se stáčí z západu a vede do Háje ve Slezsku (ulice Hlavní), kolem kostela Nanebevzetí Panny Marie až informačnímu centru a odtud ulicí Nádražní opět na nádraží v Háj ve Slezsku.

## Další informace
Naučná stezka prochází nejvýznamnějšími lokalitami a památnými místy okolí Háje ve Slezsku.

Stezku křižuje několik turistických stezek a cyklostezek a lze ji dle potřeby zkrátit či prodloužit. Některé úseky stezky nejsou vhodné pro kočárky a kola.

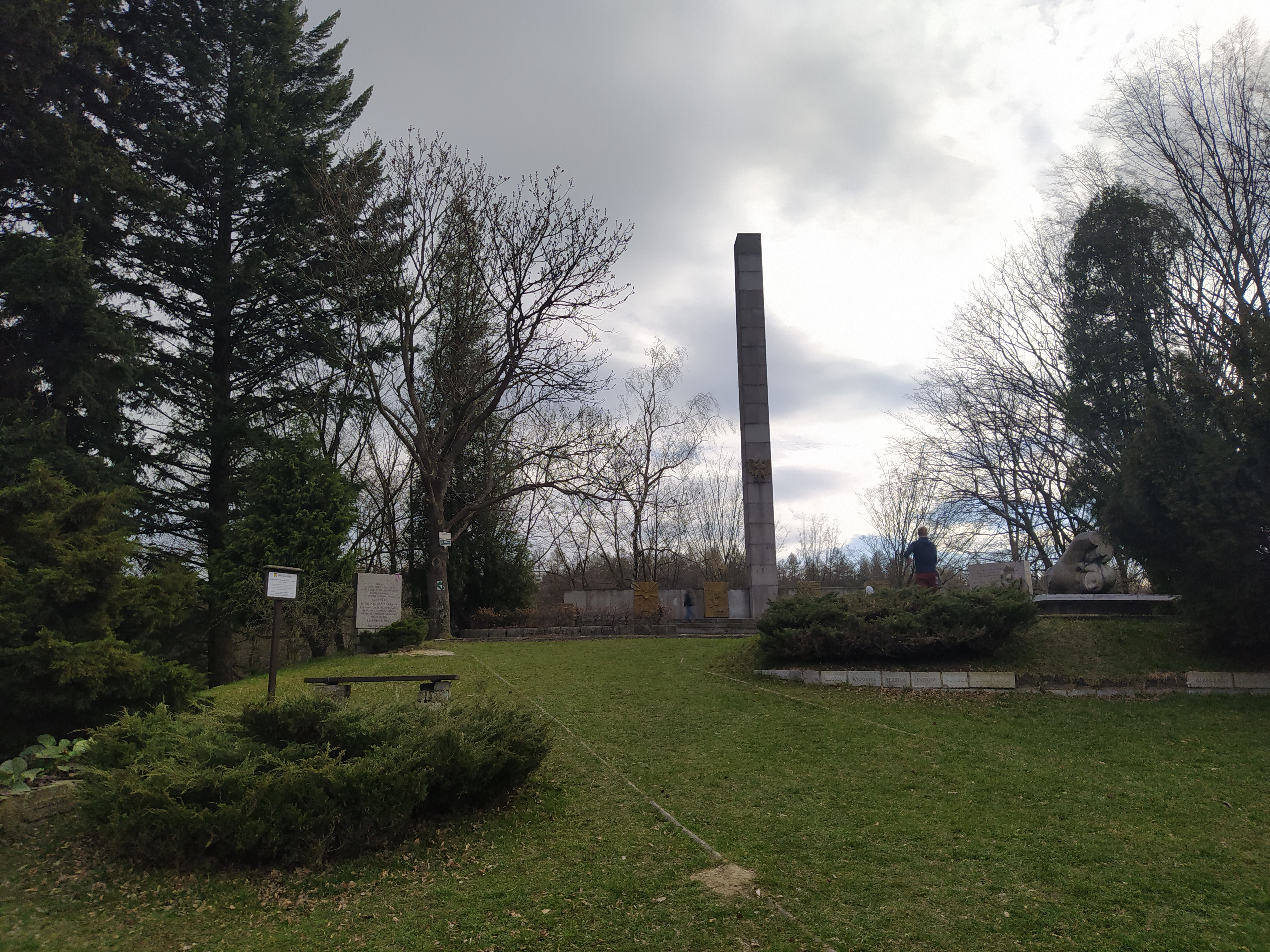
Ostrá hůrka, Památník odboje Slezského lidu
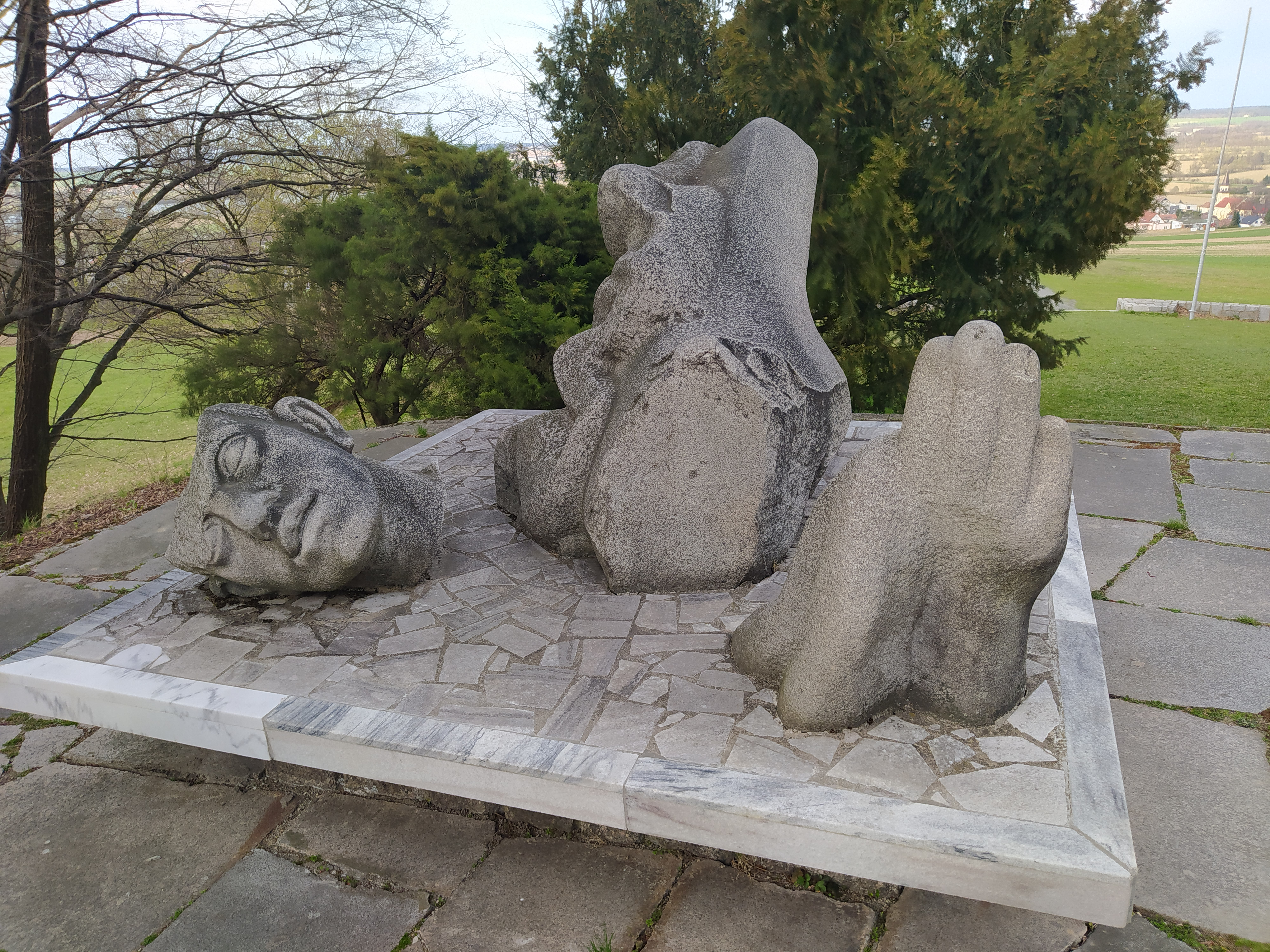
Ostrá hůrka, Památník odboje Slezského lidu
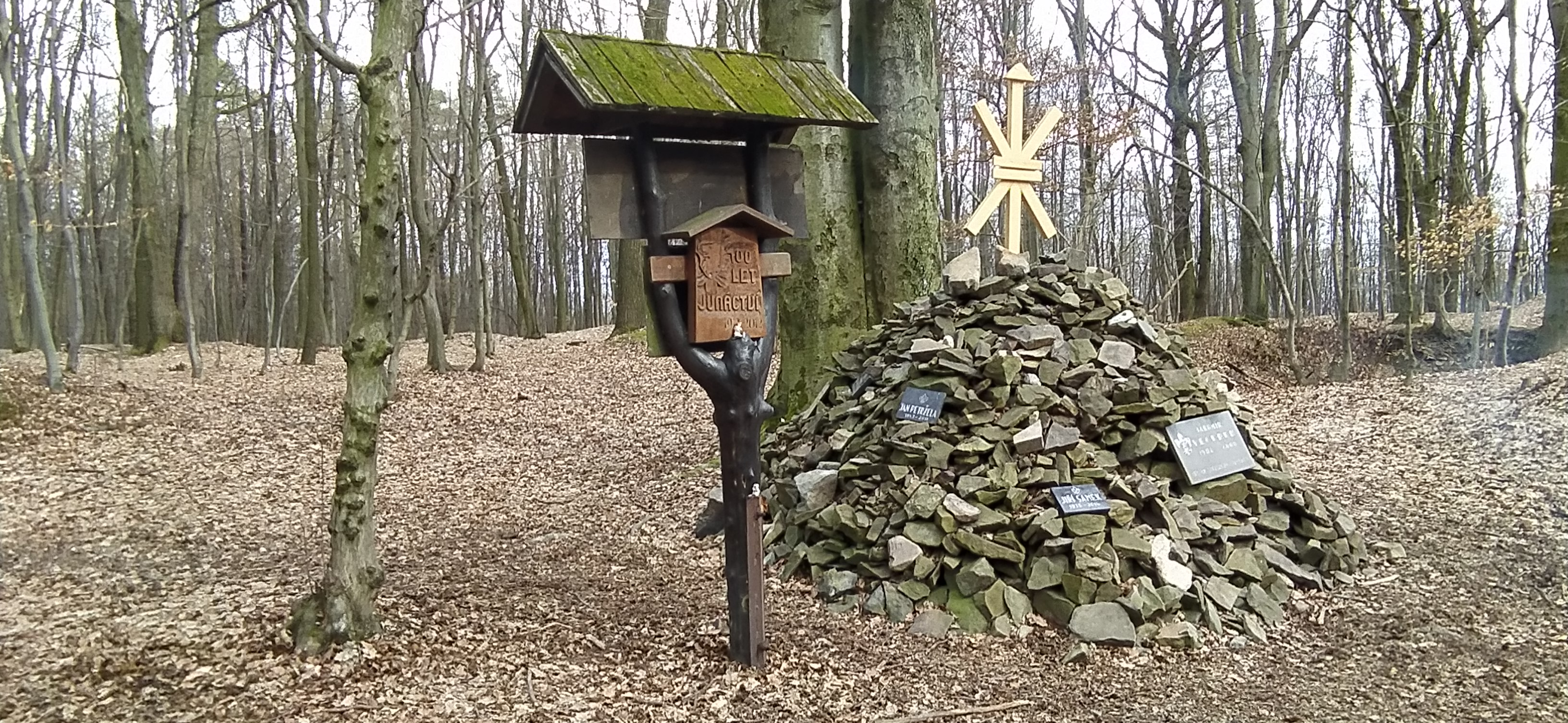
Těškovice, mohyla skautů
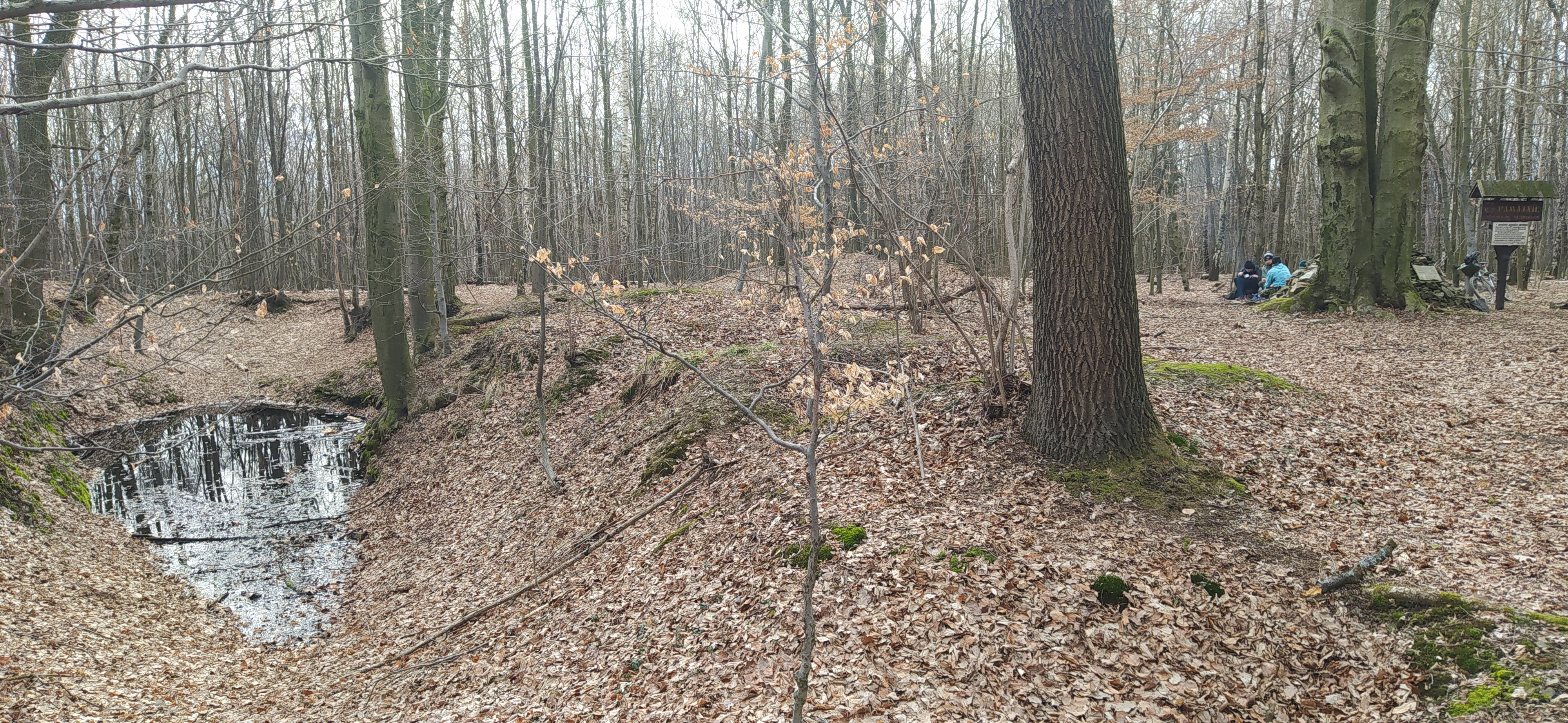
Těškovice, bývalý lom
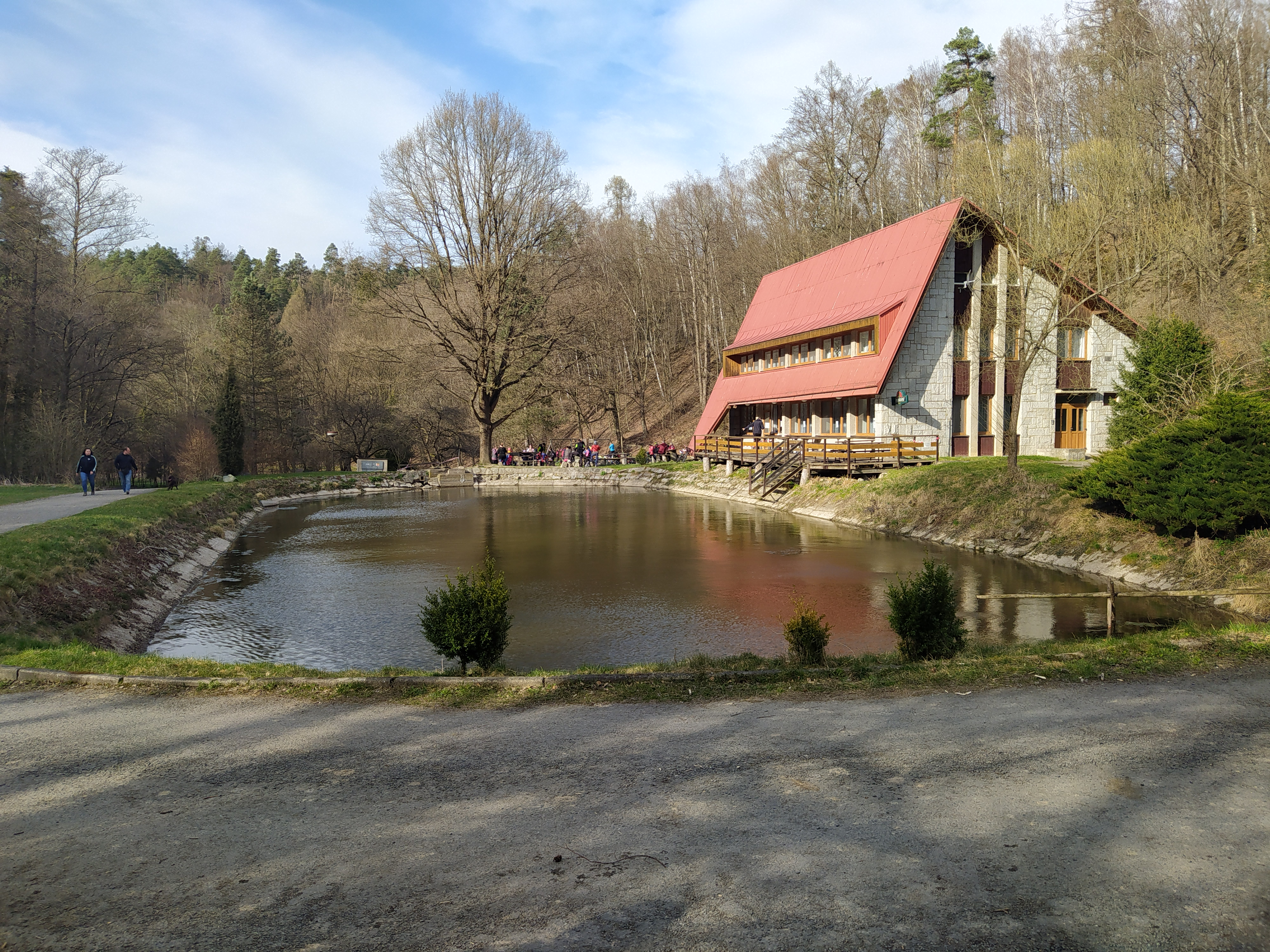
Čertův Mlýn